# Trüffelfliege
Die Trüffelfliege (Suillia tuberiperda) ist eine Fliege aus der Familie der Scheufliegen. Ihre Larven fressen an den unterirdischen Fruchtkörpern der Trüffel.

## Merkmale
Die Trüffelfliegen werden etwa neun Millimeter lang. Sie haben einen rötlich gelben Kopf, Taster und Rüssel sind gelbrot. Der Thorax ist ziegelfarben, die Beine sind gelb, ab dem dritten Tarsenglied dunkler mit zunehmender Schwärzung. Die Metatarsen sind hinten lang behaart. Das Flügelpaar ist transparent jedoch mit brauner Trübung, die sich am  Vorderrand und um die Enden der Längsadern verdichtet, die Queradern sind braun gesäumt. Die Schwingkölbchen sind gelblich. Das Abdomen hat wenig deutliche dunkle Hinterrandssäume.

## Vorkommen
Habitate der Trüffelfliegen sind die Orte, an denen die verschiedenen Arten der Trüffel vorkommen, das sind lichte Wälder mit Laub- oder Nadelbäumen. Dort sind sie am ehesten auf Lichtungen, am Waldrand oder an Wegrändern zu finden. Es gibt in Europa rund 30 Arten der Echten Trüffel aus der Gattung Tuber (Gattung). Wichtig für das Gedeihen der Trüffeln ist die Symbiose des Pilzes mit Bäumen, mit deren Wurzeln die Pilzhyphen eine Verbindung herstellen. Diese Symbiose wird Mykorrhiza genannt. Als besonders geeignet gelten die Hainbuche und verschiedene Arten der Eichen auf Kalkschotterböden. Die Trüffelfliege ist in ganz Europa an Standorten verbreitet, an denen es auch Trüffel gibt.

## Lebensweise
Die Weibchen der Trüffelfliege umkreisen zuerst die Stelle, an der sie im Boden reife Trüffel-Fruchtkörper über den für diesen Pilz charakteristischen Geruch von Dimethylsulfid wahrgenommen haben. Dort legen sie dann ihre Eier in der Erde ab. Nach dem Schlüpfen graben sich die Larven selbständig durch das Erdreich bis zur Fruchtknolle. Diese wird meist nur 10 bis 20 Zentimeter unterhalb der Oberfläche ausgebildet. Dort  graben die Maden Fressgänge in die Trüffelknollen. Die oft massenweise von den Trüffelfliegenlarven befallenen Fruchtkörper werden dadurch ungenießbar.
Die Trüffelfliege kann für Trüffelsucher von Nutzen sein. Ihr Vorkommen bietet die Möglichkeit, die begehrten Pilze in der Natur zu finden. Zusätzlich zum Trüffelhund oder zum Trüffelschwein oder sogar ohne diese kann festgestellt werden, wo die unterirdisch wachsenden Pilze ihre Fruchtkörper ausbilden. Dabei wird von den Trüfflern, wie die Pilzsucher genannt werden, mit einem Stock oder einer Gerte regelmäßig auf den Waldboden geschlagen, um die Trüffelfliegen aufzuscheuchen. Sie kehren dann meistens wieder an die Stelle zurück, an der sie ihre Eier abgelegt haben.

## Systematik und Taxonomie
Die Trüffelfliege Suillia tuberiperda wurde 1867  von dem aus Parma stammenden Entomologen Camillo Rondani als Helomyza tuberiperda erstmals beschrieben. Der Artname tuberiperda bedeutet so viel wie „trüffelverderbend“.